# Ivan Ivanov (luchador, 1968)
Ivan Radnev Ivanov –en búlgaro, Иван Раднев Иванов– (Gurkovo, 19 de diciembre de 1968) es un deportista búlgaro que compitió en lucha grecorromana. Ganó una medalla de plata en el Campeonato Mundial de Lucha de 1994.
Participó en los Juegos Olímpicos de Atlanta 1996, ocupando el sexto lugar en la categoría de 62 kg.

## Palmarés internacional
| Campeonato Mundial | Campeonato Mundial  | Campeonato Mundial | Campeonato Mundial |
| Año                | Lugar               | Medalla            | Categoría          |
| ------------------ | ------------------- | ------------------ | ------------------ |
| 1994               | Tampere (Finlandia) | Medalla de plata   | 62 kg              |